# Matériel remorqué des chemins de fer luxembourgeois
Le matériel remorqué des chemins de fer luxembourgeois, avec le matériel moteur des chemins de fer luxembourgeois, fait partie du matériel roulant de la Société nationale des chemins de fer luxembourgeois (CFL). L'entreprise étant en activité, cette liste est en constante évolution depuis sa création en 1946.
Cette liste utilise comme convention, le gras pour le matériel en service actuellement et l'italique pour les engins retirés du service.

## Voitures voyageurs

### Anciennes compagnies
Les CFL ont notamment récupéré à leur création les voitures voyageurs de la Société anonyme luxembourgeoise des chemins de fer et minières Prince-Henri, elles servirent jusqu'à l'arrivée des voitures Wegmann.

### Matériel CFL
Les premières voitures acquises directement par les CFL ont été les Wegmann en 1965, qui ont été utilisées jusqu'au XXIe siècle.
- Voiture Wegmann, 60 unités ;
- Voiture Corail (ex-SNCF), 16 unités ;
- Bombardier Voiture à deux niveaux (en) (Dosto), 67 unités de type voiture voyageur et 20 unités de type voiture pilote.

À l'horizon 2030-2032, les Dosto et les locomotives série 4000 (en) qui en assurent la traction seront remplacées par des rames automotrices à deux niveaux, mettant ainsi fin aux rames voyageurs tractées aux CFL.

## Wagons
- Wagon